# Сан-Феделе-Интельви
Сан-Феделе-Интельви (итал. San Fedele Intelvi) — коммуна в Италии, располагается в регионе Ломбардия, в провинции Комо.
Население составляет 1712 человек (2008 г.), плотность населения составляет 149 чел./км². Занимает площадь 10 км². Почтовый индекс — 22028. Телефонный код — 031.
Покровителем коммуны почитается святой Антоний Великий, празднование 17 января.

## Демография
Динамика населения:

## Администрация коммуны
- Официальный сайт: https://web.archive.org/web/20190130112034/http://www.comune.sanfedeleintelvi.co.it/